# 3470 Yaronika
3470 Yaronika је астероид главног астероидног појаса. Приближан пречник астероида је 12,81 ,
а средња удаљеност астероида од Сунца износи 2,345 астрономских јединица (АЈ).
Инклинација (нагиб) орбите у односу на раван еклиптике је 2,558 степени, а орбитални период износи 1311,780 дана (3,591 године). Ексцентрицитет орбите астероида износи 0,145.
Апсолутна магнитуда астероида износи 13,10 а геометријски албедо 0,062.
Астероид је откривен 6. марта 1975. године.